# Кент (броненосен крайцер, 1901)
Вижте пояснителната страница за други значения на Кент.
Кент (на английски: HMS Kent, Кораб на Негово Величество „Кент“) е броненосен крайцер, главен кораб на едноимения проект, който е най-голямата серия броненосни крайцери в света. Те са построени за Кралския флот на Великобритания в началото на 20 век. Заложен е на 6 февруари 1900 г. в Портсмът. Спуснат на вода на 6 март 1901 г. Влиза в строй на 1 октомври 1903 г. Участва в Първата световна война.

## Конструкция

### Силова установка
2 парни машини с тройно разширение, 31 котела „Белвил“. Запас въглища: нормален 1600 дълги тона.

### Брониране
Бронята с дебелина 102 мм и нагоре е круповски тип корабна броня, по-тънката броня е стоманоникелова. Схемата на брониране повторя предходния тип, но дебелината е намалена. Главният брониран пояс, с дължина 73 м, е с дебелина 102 мм, а отзад е затворен от бронирана траверса с дебелина 127 мм. В носовата част има броневи пояс с дебелина 51 мм. Бронираната палуба има дебелина 19…25 мм, а от кърмовата траверса към кърмата те представлява черупка и нейната дебелина съставлява 51 мм. Дебелината на бронята на кулите съставлява 127 мм, дебелината на бронята на казематите е от 102 до 51 мм, а на бойната рубка – 254 мм. Като цяло защитата може надеждно да защити кораба само от 102 – 127 мм снаряди, като в същото време 138 – 152 мм бронебойни снаряди представляват определена опасност.

### Въоръжение
Главен калибър от 14 броя 152 мм оръдия Mk VII, които са разположени в двуоръдейни кули (по една на носа и кърмата) и в каземати. Кулите страдат от ненадеждно електрооборудване, къси съединения, заливани са от вода, тесни са и са задимени. В резултат на всичко това скорострелността на двата ствола в кулата е под скорострелността на едно оръдие, поставено открито. Поставянето на двата ствола в една люлка води до голямо разсейване. Проблемът се усугубява, с това че от оставащите десет шест 152 мм оръдия са разположени в долните каземати – което не им позволява да водят огън при вълнение. Тегло на бордовия залп: 408 kg.

## История на службата
„Кент“, наречен в чест на едноименното английско графство, е заложен в Портсмътската кралска корабостроителница на 12 февруари 1900 г., спуснат е на вода на 6 март 1901 г. в Портсмът. Влиза в строй на 1 октомври 1903 г. и първоначално е насочен в резерва. На 15 март 1905 г. той засяда на плитчина във Ферт оф Форт. Корабът е изпратен в Китайската станция от 1906 до 1913 г. и се връща в Портсмът за ремонт през септември 1913 г.
По време на Първата световна война участва във Фолкландския бой. Той потопява бронепалубният крайцер „Нюрнберг“ (SMS Nürnberg).
В процеса на преследването на „Нюрнберг“ „Кент“ изтисква от своите машини всичко, което е възможно. Достигайки, според показанията на приборите, мощност с 5000 к.с. – повече, отколкото на изпитанията, – той трябва да плава със скорост около 24 – 25 възела. За да се поддържа налягането на парата, към работа в котелните отделения са привлечени допълнителни хора, и се налага да се гори в пещите даже свалената от палубата дървена настилка. В 17:00 „Кент“ открива огън по „Нюрнберг“, но неговите залпове лягат с недолети.
Към 19:00 флагът му е спуснат, и „Кент“ прекратява огъня, спускайки във водата две здрави лодки. „Нюрнберг“, в 19:30, ляга на десния си борд, преобръща се и потъва. Издирването на давещите се продължава до 21:00, но не всички са спасени. По време на боя на „Кент“ е повредена радиорубката, за това той не успява да доложи за резултатите от боя по радиото. Стърди узнава за съдбата на „Кент“ едва на следващия ден, когато той, в 15:30, пуска котва в Порт Стенли.
От „Нюрнберг“ са спасени 12 човека, но само 7 от тях оживяват. „Кент“ изразходва 646 снаряда. Той е ударен от 38 снаряда, които убиват четирима и раняват 12 човека, „Кент“ получава най-тежките, сред британските кораби в битката, повреди.
„Кент“ е продаден за скрап през 1920 г.